# Karsten Hutwelker
Karsten Hutwelker (* 27. August 1971 in Wuppertal) ist ein ehemaliger deutscher Fußballspieler und heutiger Fußballtrainer. Seit März 2019 ist er beim Wuppertaler SV als dessen Sportdirektor angestellt.

## Karriere

### Im Verein
Karsten Hutwelker spielte seit 1990 mit unterschiedlichem Erfolg bei insgesamt 13 verschiedenen Vereinen. Seine Bundesligakarriere begann er bei Fortuna Düsseldorf, wo er drei Jahre spielte, bis er 1993 zu Wattenscheid 09 ging. Nachdem er dort nur fünf Spiele bestritten hatte, wechselte er zuerst zum Wuppertaler SV und danach zu FC Carl Zeiss Jena, bis er 1996 beim VfL Bochum landete, wo er seinen größten Erfolg feierte, nämlich die Qualifikation für den UEFA-Pokal zur Saison 1997/98.
Auch in Bochum blieb er nur zwei Jahre und wechselte 1998 zum 1. FC Köln, wo er auch nach nur einem Jahr zum 1. FC Saarbrücken ging. Von dort wechselte er 2001 für ein halbes Jahr nach Ahlen, bis er im Winter wieder nach Saarbrücken zurückkehrte. Die Saison 2002/03 führte ihn nach Italien zum AC Florenz in die Serie C2. Von 2004 bis 2007 stand er beim FC Augsburg unter Vertrag. Er war einer der Aufstiegshelden zur 2. Bundesliga in der Saison 2005/06.
Am letzten Spieltag der Saison 2006/07 wollte er seine Profikarriere beim FC Augsburg beenden, doch bereits zur Saison 2007/08 wechselte Hutwelker zum österreichischen Erstligaverein SCR Altach, wo er im Dezember 2008 entlassen wurde. Offizielle Begründung dafür war die angeblich fehlende sportliche Perspektive, Hutwelker selbst sprach jedoch von Konflikten mit Trainer Urs Schönenberger. Im Februar 2009 wurde er vom TSC Euskirchen verpflichtet.
Ab der Saison 2009/10 war er für den in Kassel ansässigen Verbandsliga-Aufsteiger VfB Süsterfeld als Spielertrainer tätig.
Neben seiner Trainertätigkeit beim Bonner SC war Hutwelker in der Saison 2010/11 noch als Spieler bei Rot-Weiss Frankfurt in der Oberliga Hessen aktiv.

### Karriere als Trainer und Funktionär
Zur Saison 2010/11 wurde Karsten Hutwelker als neuer Trainer des Bonner SC vorgestellt. Dort sollte er in der NRW-Liga eine junge Mannschaft formen, um die Klasse zu halten. Der Bonner SC war zuvor aufgrund finanzieller Probleme aus der Regionalliga West abgestiegen. Der Vorgänger Hutwelkers war Wolfgang Jerat. Die angespannte finanzielle Lage des Bonner SC führte dazu, dass im Juli 2010 ein Insolvenzverfahren eröffnet werden musste. Damit wurde die erste Mannschaft auch aus der NRW-Liga ausgeschlossen und nahm an keinem Spielbetrieb 2010/11 teil. Hutwelker erklärte sich dennoch bereit dem Verein zu helfen und wurde neuer Trainer der U-19, welche trotz des Insolvenzverfahrens am Spielbetrieb ihrer Liga teilnahm. Dort arbeitete er zunächst ohne Bezüge und wollte einen Grundstein für die Entwicklung des Vereins in der Zukunft geben und für zukünftige Herrenmannschaften ein Gerüst aus jungen Spielern aufbauen.
Ende des Jahres 2010 gab Hutwelker aufgrund der weiterhin mangelhaften Perspektive bekannt, dass er nicht weiter als Trainer des Bonner SC fungieren werde. Von April 2011 bis Mai 2011 trainierte Hutwelker die A-Jugend der SG Wattenscheid 09.
Am 8. Juni 2011 übernahm Hutwelker den Trainerposten von Michael Dämgen beim Wuppertaler SV Borussia in der Regionalliga West. Diese Trainertätigkeit dauerte jedoch nur 14 Wochen an. Am 19. September 2011 teilte der Verein mit, dass man sich aufgrund der sportlichen Situation (der WSV hatte als Aufstiegsfavorit bereits neun Punkte Rückstand auf Platz 1) von Hutwelker trennt. Sein Nachfolger wurde Hans-Günter Bruns.
Im März 2013 bestand Hutwelker die Prüfung zum Fußballlehrer.
Am 4. November 2013 übernahm Hutwelker das Traineramt beim Oberligisten FC Kray. Nur fünf Monate später, am 19. März 2014, zog er seine Ausstiegsklausel aus dem bis zum Sommer 2015 laufenden Vertrag und kündigte an, den Verein im Sommer 2014 wieder zu verlassen.
Hutwelker wurde im Sommer 2014 Assistenz-Trainer des Belgiers Patrick van Kets beim FC Carl Zeiss Jena, zudem übernahm er den Cheftrainer-Posten der zweiten Mannschaft des FC Carl Zeiss in der Oberliga Nord-Ost. Am 25. August 2014 wurde Hutwelker als Interimstrainer des FC Carl Zeiss Jena für den entlassenen Lothar Kurbjuweit präsentiert. Am 10. Dezember 2014 wurde er von seinem Amt als Cheftrainer des FC Carl Zeiss Jena entbunden, sein Vertrag bis 2016 führt er im Nachwuchsbereich fort. Im März 2015 gab der Verein bekannt, den Vertrag von Hutwelker in einen Vertrag als Scout umgewandelt zu haben.
Am 5. Juni 2016 gab die SSVg Velbert seine Verpflichtung als Cheftrainer für die Oberligasaison 2016/17 bekannt. 2018 wurde er als Trainer beim FC Oberlausitz Neugersdorf in der Regionalliga Nordost vorgestellt. Im Februar 2019 wurde er vorzeitig entlassen.
Im März 2019 kehrte Hutwelker in seine Geburtsstadt Wuppertal zurück und wurde Sportdirektor des Regionalligisten Wuppertaler SV. Von Anfang bis Mitte Oktober betreute er den Verein auch interimistisch als Cheftrainer, bevor Alexander Voigt das Amt neu besetzte.

### In der Nationalmannschaft
Karsten Hutwelker spielte nie für die A-Nationalmannschaft, bestritt jedoch ein Spiel für die deutsche U-21 Fußballnationalmannschaft.

## Privates
Im August 2006 wurden im Rahmen einer Zahnbehandlung bei Hutwelker Gewebeproben entnommen. Nach der Auswertung der Proben wurde bei ihm Knochenkrebs festgestellt. Inzwischen gilt „Huti“ als geheilt und am 25. Februar 2007 feierte er beim 3:1-Heimsieg des FC Augsburg gegen den damaligen Tabellenführer der 2. Bundesliga, dem Karlsruher SC, sein Comeback.